# Kongresszentrum Prag

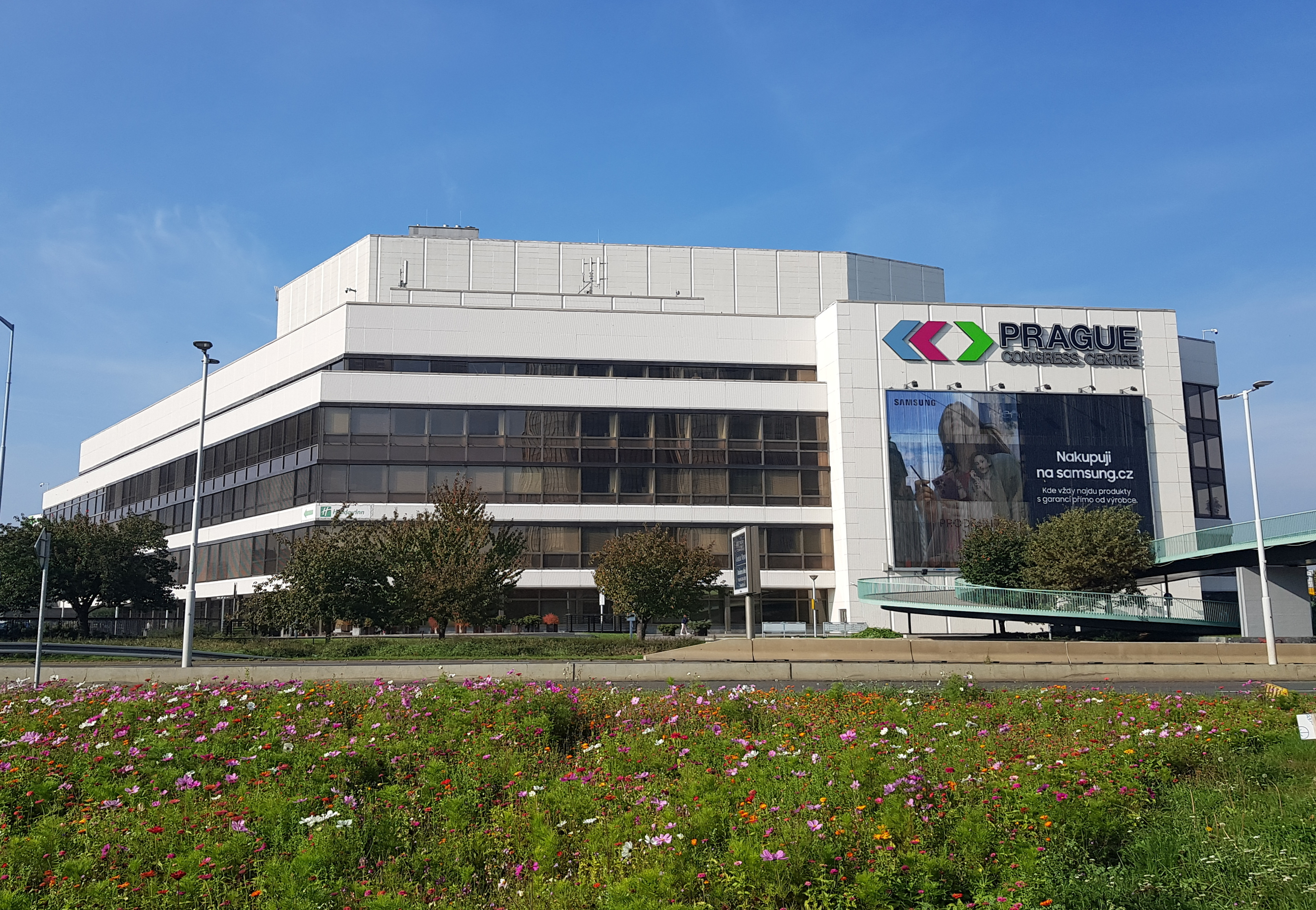
Das Kongresszentrum Prag (2022)

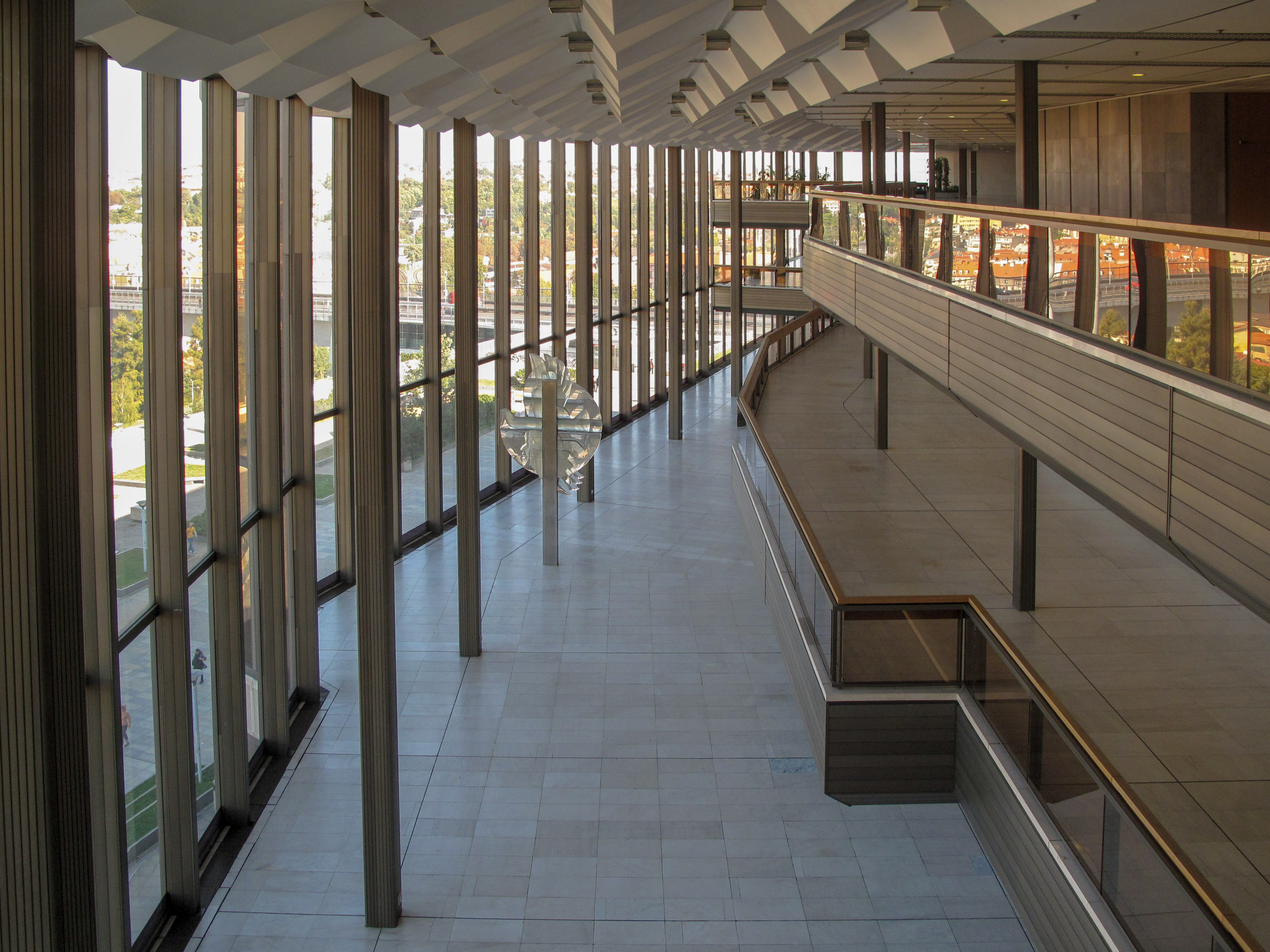
Interieur

Das Kongresszentrum Prag (tschechisch Kongresové centrum Praha) gehört zu den bedeutenden europäischen Kongresszentren. Es steht in der tschechischen Hauptstadt Prag im Stadtviertel Nusle bei Nuselský most und dem U-Bahnhof Vyšehrad der Metrolinie C.
Das Kongresszentrum verfügt über 50 Säle, Salons und Besprechungsräume. Der größte Saal hat eine maximalen Kapazität von 2764 Plätzen. Das Kongressgebäude wurde zwischen 1976 und 1981 im Stil des Funktionalismus erbaut. Bei seiner Einweihung 1981 trug es den Namen Kulturpalast (tschechisch Palác kultury), 1995 erhielt es seinen heutigen Namen.
Heute finden dort Kongresse, Ausstellungen und Konzerte statt.

## Wichtige Ereignisse
- Zwei Kongresse der Kommunistischen Partei der Tschechoslowakei,[2] in den Jahren 1981 und 1986
- September 2000 – 55. Kongress des Internationalen Währungsfonds und der Weltbank
- 2002 – NATO-Gipfeltreffen